# Rotmistriwka
Rotmistriwka (ukr. Ротмістрівка) – wieś na Ukrainie, w obwodzie czerkaskim, w rejonie czerkaskim. W 2001 liczyła 2156 mieszkańców, wśród których 2092 jako ojczysty język wskazało ukraiński, 59 rosyjski, 2 mołdawski, 1 bułgarski, 1 białoruski, 1 gagauski, a 1 inny.